# 조치원역
조치원역(鳥致院驛)은 대한민국 세종특별자치시 조치원읍 원리에 있는 한국철도공사의 철도역이다. 경부선의 중간역이자 충북선의 기점이다.
일부 ITX-새마을, ITX-마음 열차와 모든 정규 무궁화호 열차가 정차한다. 다만 KTX 개통 이전에도 새마을호가 극히 일부 정차하였으나 무궁화호 열차가 무정차 통과한 경우도 있었다.

## 역사
- 1905년 1월 1일: 영업 개시
- 1914년 8월 1일: 구 역사 신축준공
- 1999년 10월 1일: 구 역사 철거 및 현재 역사 신축
- 2005년 7월 1일: 그룹대표역으로 지정됨.
- 2006년 11월 1일: 열차전면개편에 따라 제천역~조치원역 충북선 노선을 대전역까지 확대운행
- 2008년 11월 21일: 역사 증축 (매표실을 2층으로 이전)
- 2014년 5월 1일: 충북종단열차 운행 개시
- 2014년 5월 17일: ITX-새마을 정차개시
- 2016년 1월 1일:  누리로 개통으로 운행 개시
- 2017년 5월 1일: ITX-청춘 경부선 운행 개시
- 2017년 12월 18일: 화물 취급 중지[2]
- 2018년 3월 23일: ITX-청춘 경부선 운행 중지
- 2020년 3월 1일: 호남선 누리로 운행 종료
- 2020년 3월 2일: 태백선 누리로 운행으로 호남선 1421, 1424, 1425, 1426열차는 무궁화호로 변경 운행 개시
- 2023년 9월 1일: ITX-마음 운행 개시

## 역 구조
3면 5선의 승강장이 있는 지상역으로, 경부선 측에 2면 4선이, 충북선 측에 1면 1선이 설치되어 있다.

### 승강장
| ↑전의(경부선)/↑오송(충북선) |
| ５４ \| ３２ \| １          |
| 부강↓                       |

| 1   | 충북선 | 무궁화호                     | 오송 · 충주 · 제천 · 영주 방면                        |
| 2·3 | 경부선 | ITX-새마을 ITX-마음 무궁화호 | 대전 · 동대구 · 진주 · 신해운대 · 부산 방면           |
| 2·3 | 호남선 | ITX-새마을 ITX-마음 무궁화호 | 목포 · 광주 방면                                      |
| 2·3 | 전라선 | ITX-새마을 ITX-마음 무궁화호 | 순천 · 여수엑스포 방면                                |
| 4·5 | 경부선 | ITX-새마을 ITX-마음 무궁화호 | 천안 · 평택 · 수원 · 안양 · 영등포 · 용산 · 서울 방면 |

## 역 주변
- 조치원공영버스터미널
- 세종특별자치시청 제2청사(구 연기군청)
- 고려대학교 세종캠퍼스
- 홍익대학교 세종캠퍼스

## 인접한 역
| 새마을호                           | 새마을호                    | 새마을호                                 |
| ---------------------------------- | --------------------------- | ---------------------------------------- |
| 천안 서울 방면                     | ITX-새마을 경부선           | 신탄진 부산 방면                         |
| 천안 서울 방면                     | ITX-새마을 동해선 경전선    | 대전 진주 · 목포 방면                    |
| 천안 용산 방면                     | ITX-새마을 전라선           | 신탄진 여수엑스포 방면                   |
| 천안 용산 방면                     | ITX-새마을 광주선           | 서대전 광주 방면                         |
| 천안 용산 방면                     | ITX-마음 호남선 전라선      | 서대전 목포 · 여수엑스포 방면            |
| 무궁화호                           |                             |                                          |
| 전의 서울 방면 용산 방면 용산 방면 | 무궁화 경부선 광주선 전라선 | 부강 부산 방면 광주 방면 여수엑스포 방면 |
| 전의 용산 방면                     | 무궁화 호남선               | 신탄진 목포 방면                         |
| 오송 제천 · 영주 방면              | 무궁화 충북선               | 부강 대전 · 동대구 방면                  |

## 사진

기둥 역명판
역 앞
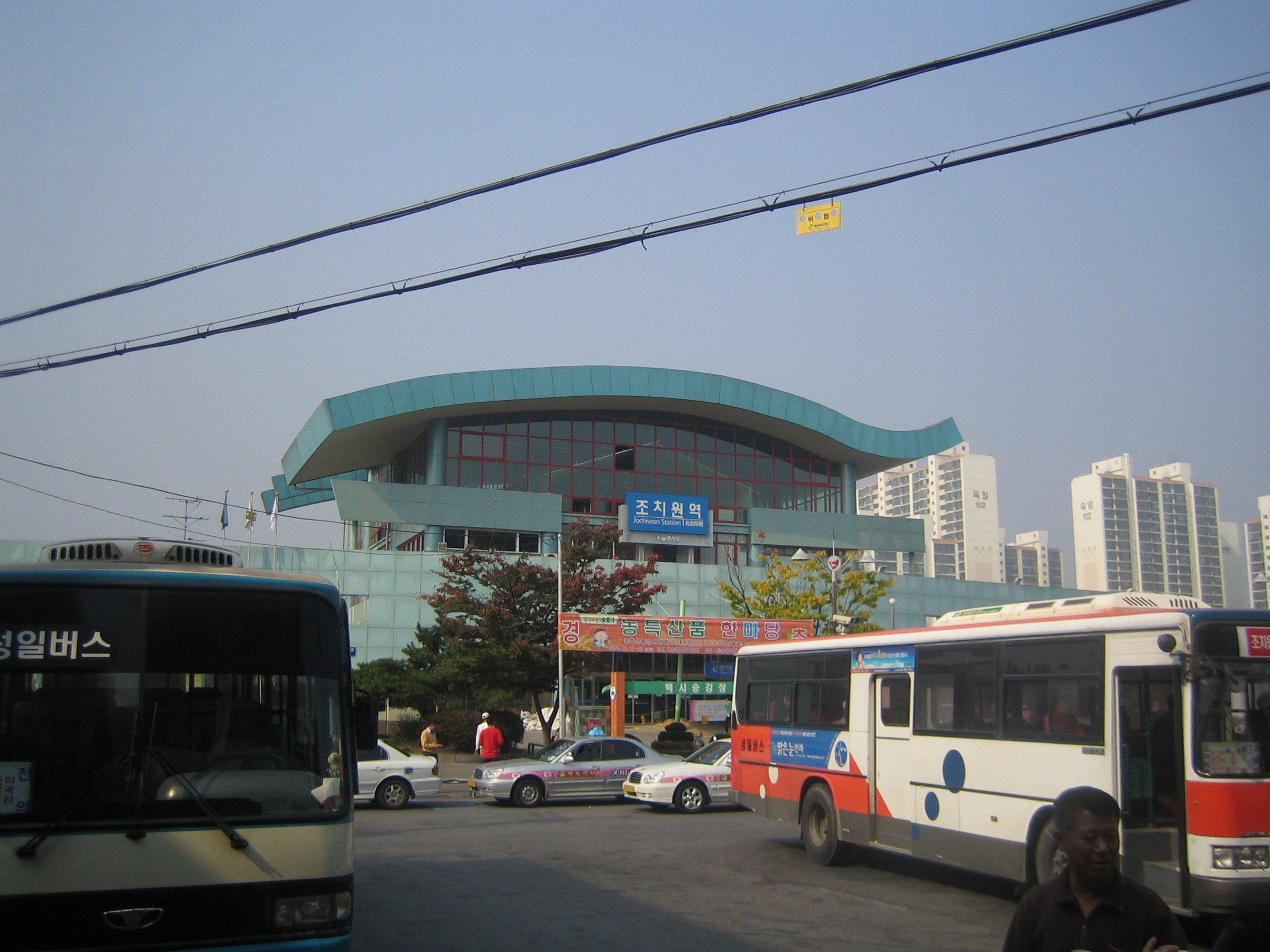
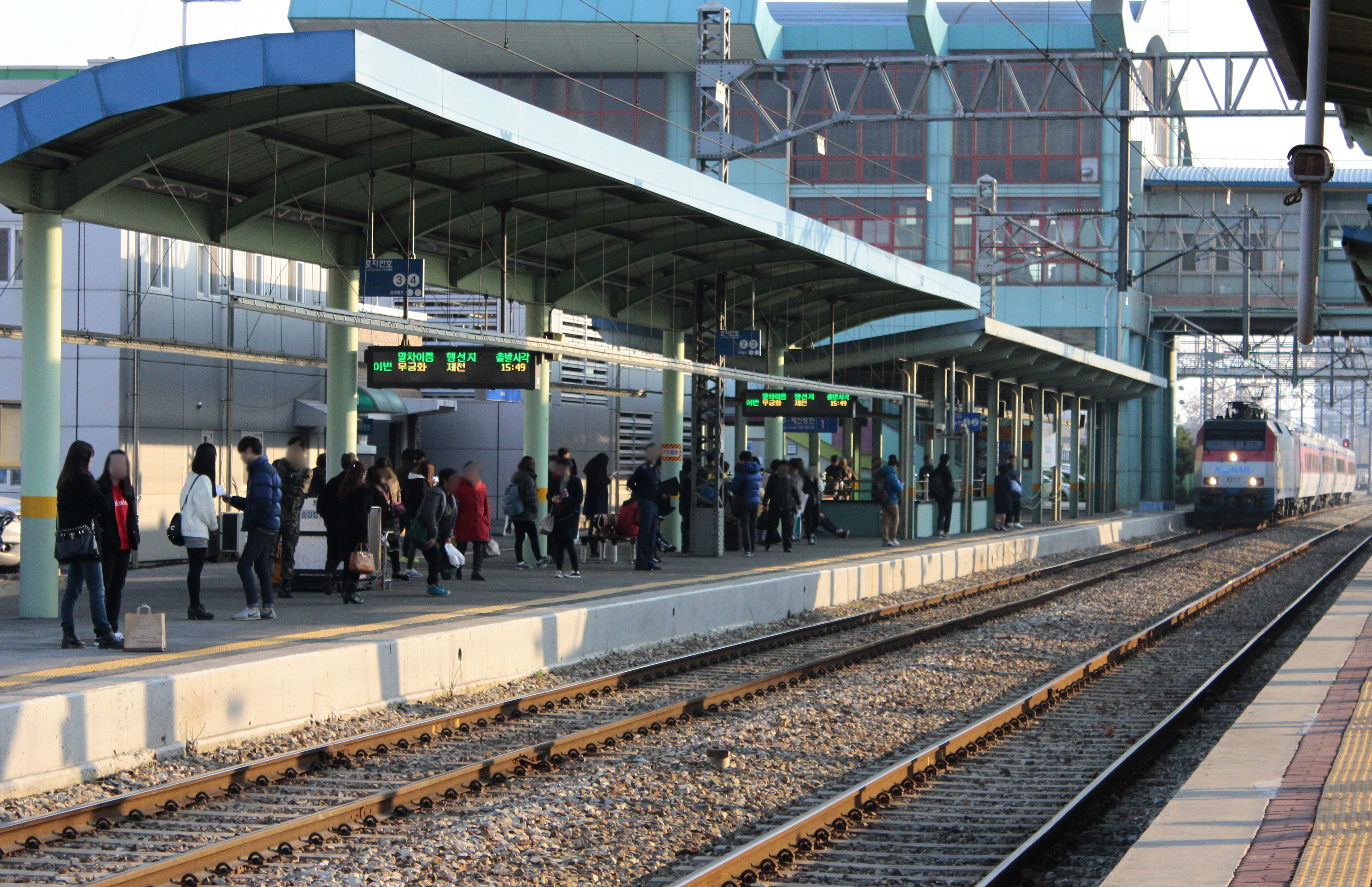
충북선 승강장
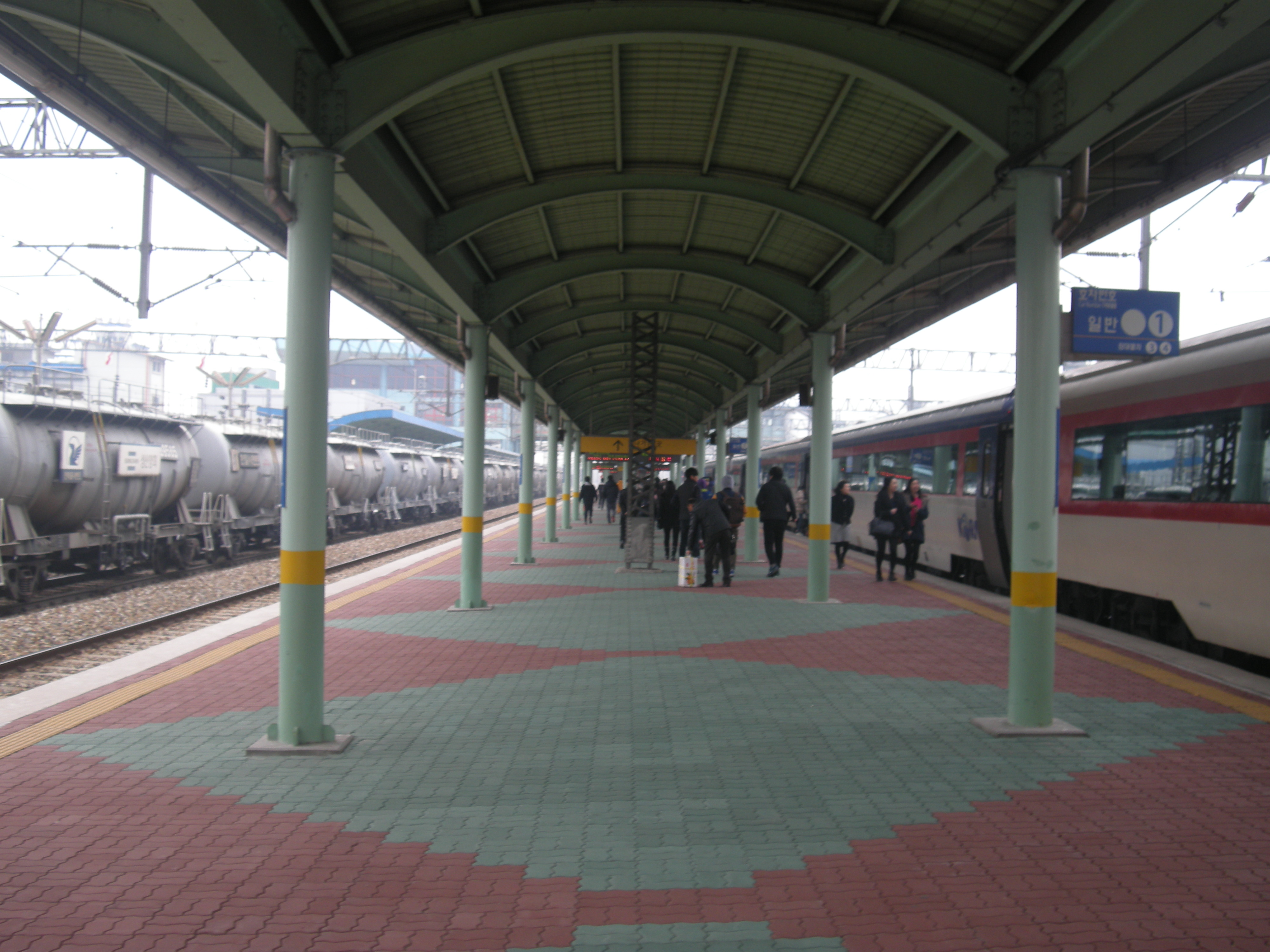
경부선 하행 2·3번 승강장
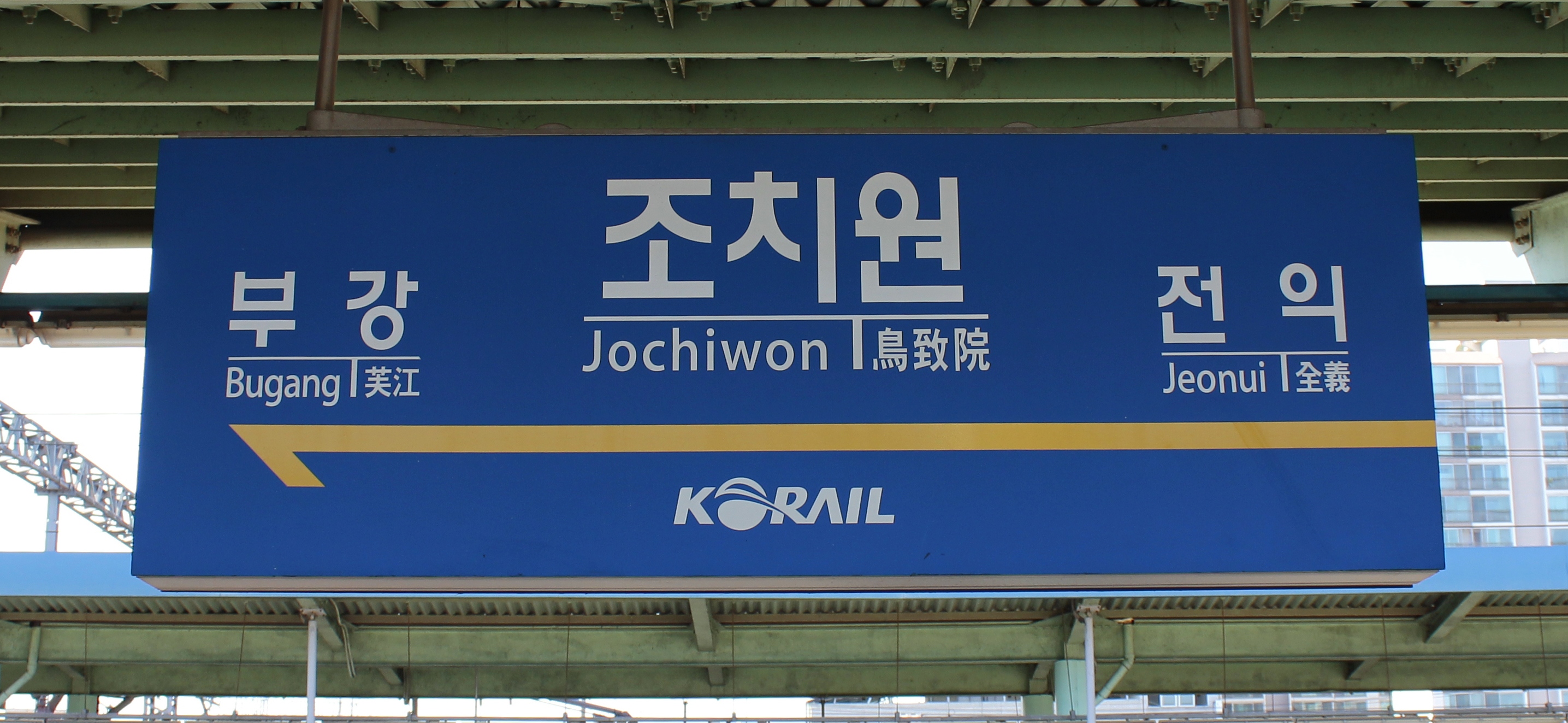
경부선(하행) 역명판
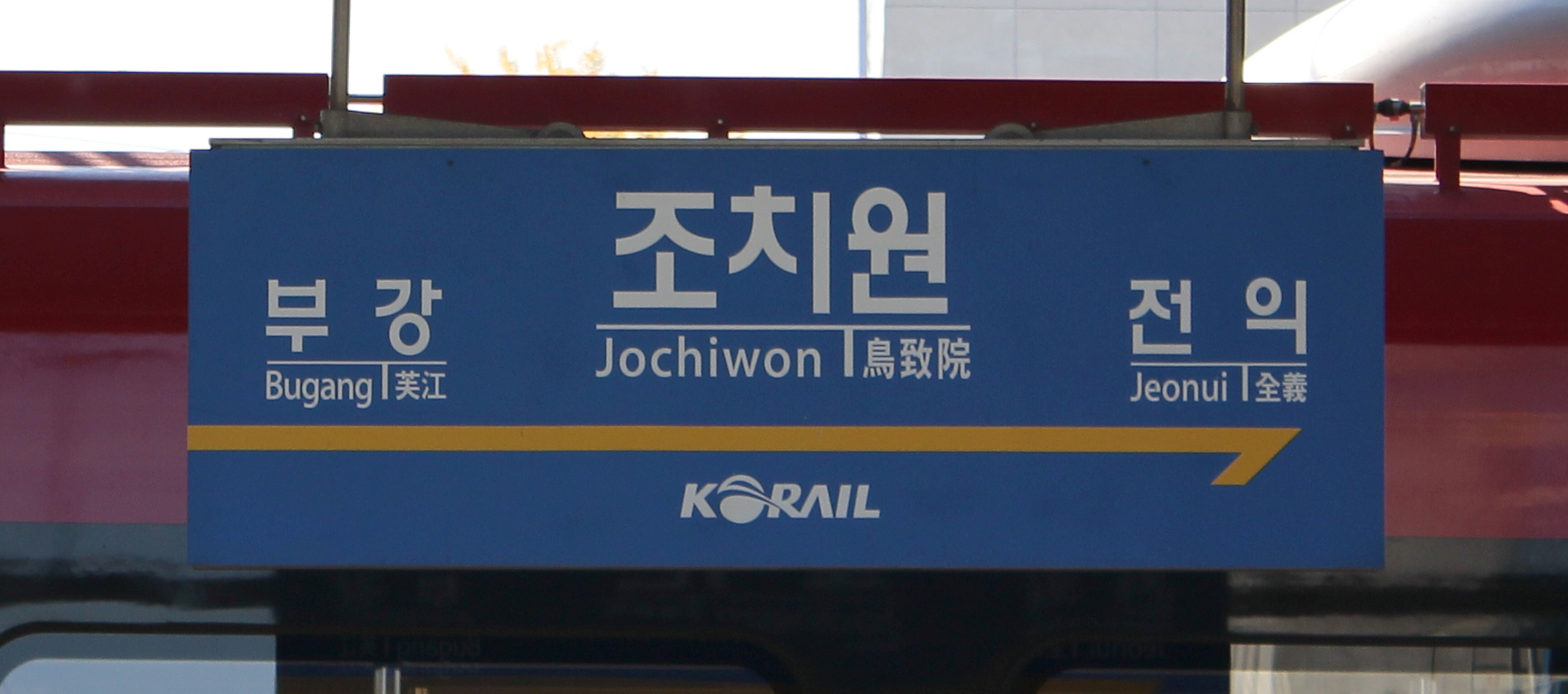
경부선(상행) 역명판
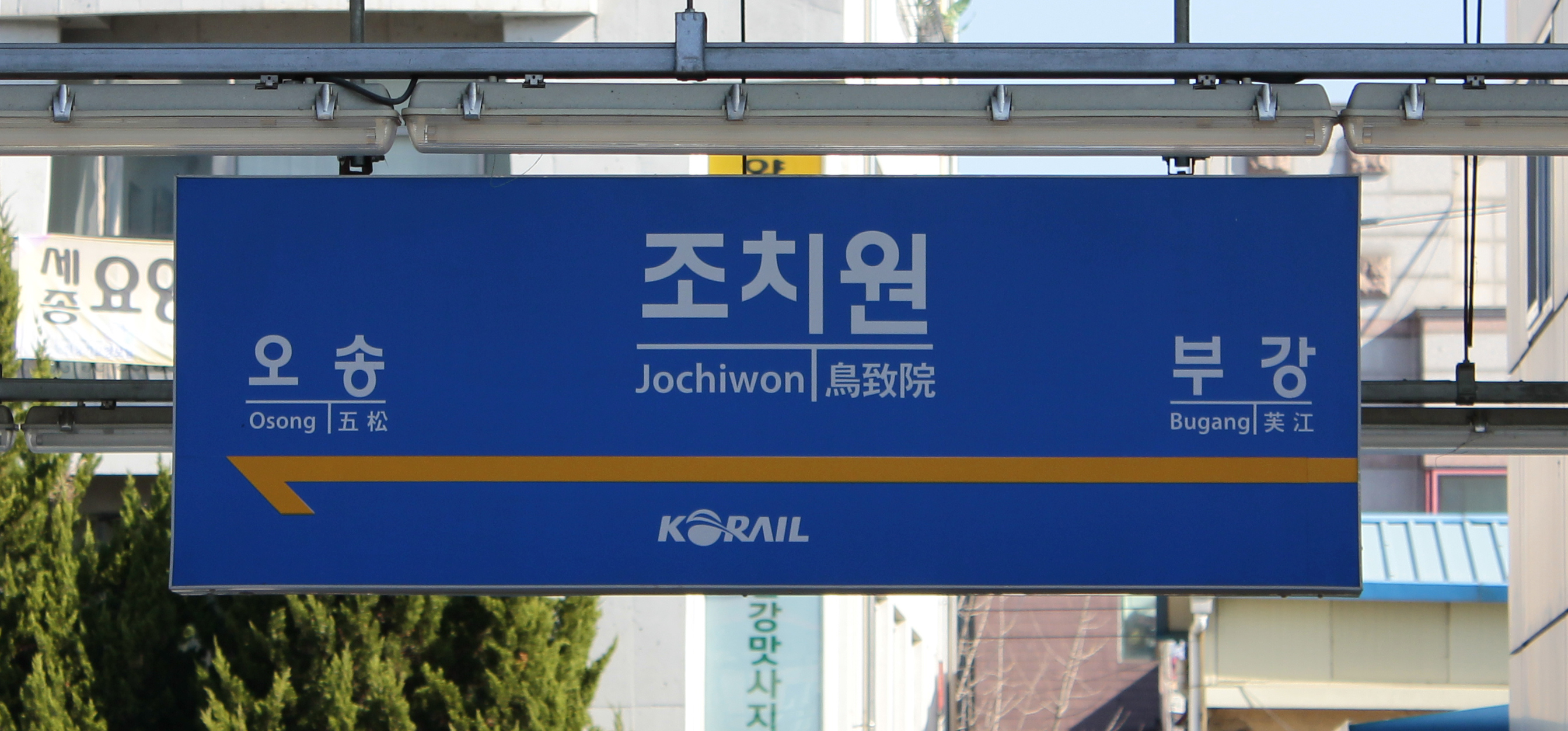
충북선 역명판
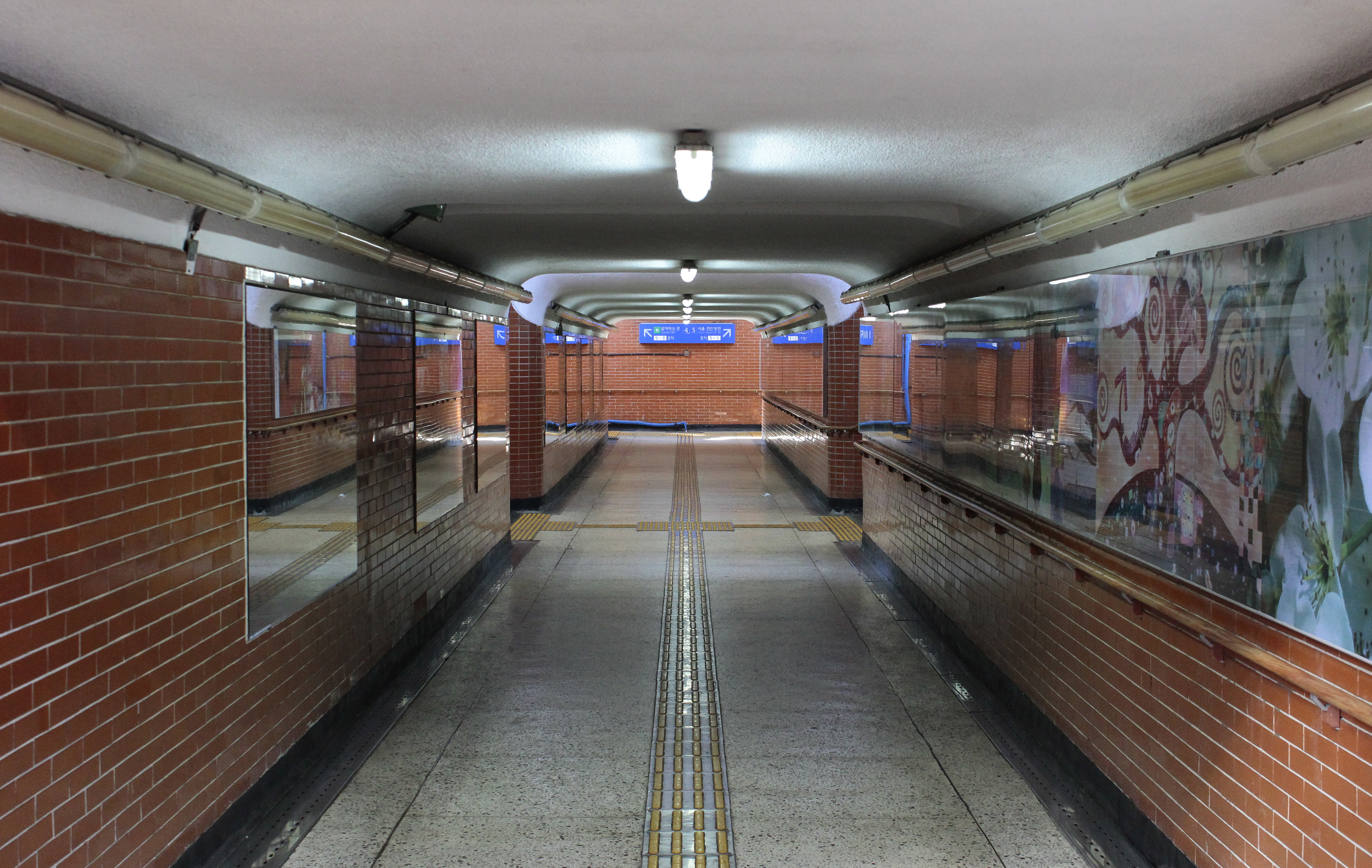
조치원역 지하도
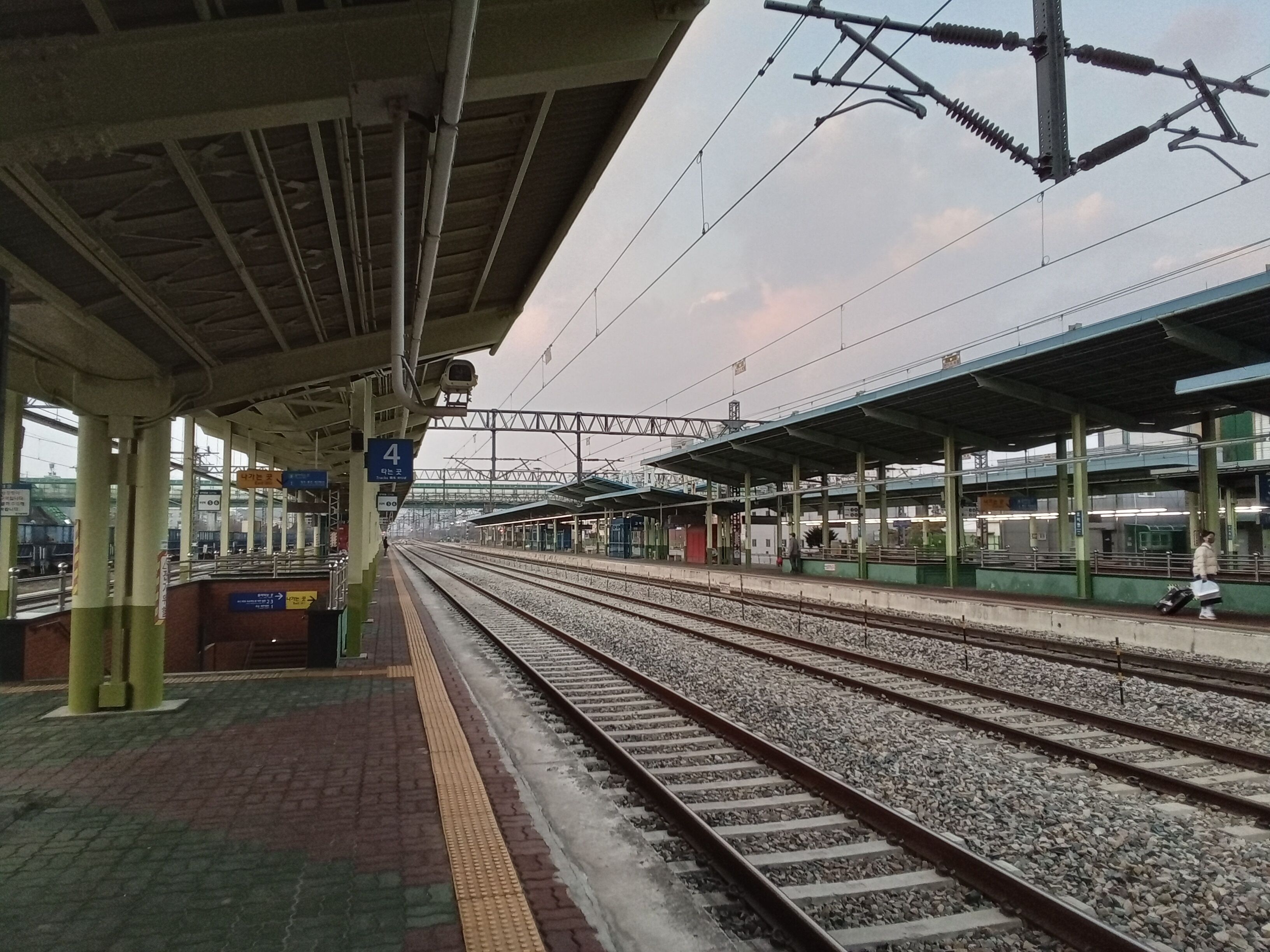
상행 승강장
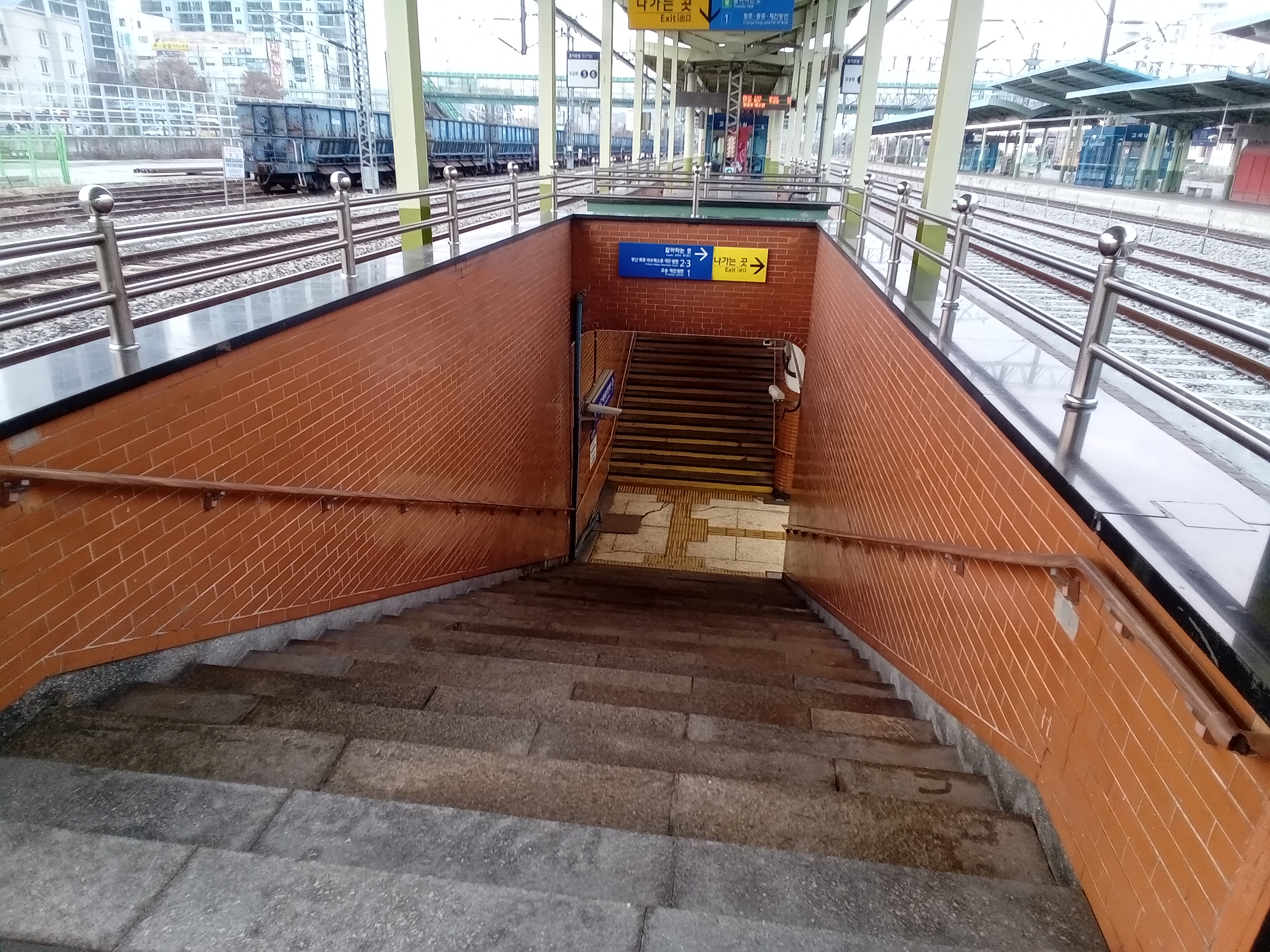
지하도 (충북선 방향)